# 맥쿼리한국인프라투융자회사
맥쿼리한국인프라투융자회사(Macquarie Korea Infrastructure Fund, MKIF) 또는 약칭 맥쿼리인프라는 2002년 12월에 설립된 아시아 최대 상장 인프라 펀드로 사회간접자본에 대한 민간투자법에서 허용하는 대한민국의 인프라 자산에 투자를 하는 회사이다. 집합투자업자로 맥쿼리그룹과 신한금융그룹의 합작투자 형태로 설립되었다.

## 개요
1969년 설립되어 호주 시드니에 본사를 둔 맥쿼리그룹이 2002년 12월 신한금융그룹(신한금융지주회사)과의 합작회사의 형태로 설립하였다.
맥쿼리와 신한은행이 공동으로 설립한 합작회사이자 집합투자업자인 맥쿼리자산운용을 통해 자산을 관리하고 있다.
2011년 5월을 기준으로 한국거래소와 런던증권거래소를 통해 상장이 되어 있으며, 시가 총액은 1.6조원에 달한다.
《사회기반시설에대한민간투자법》은 도로, 철도, 항만, 에너지, 공항, 정보통신, 수자원 등 민투법에서 정한 46개 개별법상 사회기반시설을 지정하며, 맥쿼리인프라의 주요 자산은 14개 자산(12개 유료도로, 1개 지하철 및 1개의 항만)에 1.77조원 투자약정을 하고 있다.

## 자산
2011년 6월을 기준으로 맥쿼리인프라의 자산은 다음과 같다.
| No  | 자산명                                                                                   | 관리회사                     | 상태   | 사업시작    | 기간   | 비고                |
| --- | ---------------------------------------------------------------------------------------- | ---------------------------- | ------ | ----------- | ------ | ------------------- |
| 1   | 서울양양고속도로 강일 나들목 ~ 춘천 분기점 구간                                          | 서울춘천고속도로 (주)        | 운영중 | 2009년 7월  | 30년   | 춘천                |
| 2 * | 서울특별시 도시철도 9호선, 1단계                                                         | 서울시메트로9호선㈜          | 매각   | -           | -      | 서울시 매각         |
| 3   | 인천국제공항고속도로                                                                     | 신공항하이웨이㈜             | 운영중 | 2009년 10월 | 30년   | 인천                |
| 4   | 과천우면산도시고속화도로 우면산터널 구간                                                 | 우면산인프라웨이㈜           | 운영중 | 2004년 1월  | 30년   | 서울시 민자투자 1호 |
| 5   | 용인서울고속도로                                                                         | 경수고속도로㈜               | 운영중 | 2009년 7월  | 30년   | 용인                |
| 6 * | 평택파주고속도로, 오산화성고속도로, 수도권제2순환고속도로 화성 분기점 ~ 동탄 분기점 구간 | 경기고속도로㈜               | 운영중 | -년         | -년    | 후순위매각          |
| 7   | 논산천안고속도로                                                                         | 천안논산고속도로㈜           | 운영중 | 2002년 12월 | 30년   | 천안, 논산          |
| 8   | 대구 4차순환선                                                                           | 대구동부순환도로㈜           | 운영중 | 2002년 9월  | 24년   | 대구                |
| 9   | 제2경인고속도로 인천대교 구간                                                            | 인천대교㈜                   | 운영중 | 2009년 10월 | 30년   | 인천                |
| 10  | 제2순환로, 1구간                                                                         | 광주순환도로투자㈜           | 운영중 | 2001년 1월  | 28년   | 광주                |
| 11  | 제2순환로, 3-1구간                                                                       | 광주순환㈜                   | 운영중 | 2004년 12월 | 30년   | 광주                |
| 12  | 백양터널                                                                                 | 백양터널 (유)                | 운영중 | 2000년 1월  | 25년   | 부산                |
| 13  | 마창대교                                                                                 | ㈜마창대교                   | 운영중 | 2008년 6월  | 30년   | 부산                |
| 14  | 부산 신항만 2-3단계                                                                      | 부산항신항만컨테이너터미널㈜ | 2012년 | 29년 3개월  | 건설중 | 부산                |
| 15  | 수정산터널                                                                               | 수정산터널㈜                 | 운영중 | 2002년 4월  | 25년   | 부산                |

- 서수원-오산-평택 고속도로는 2009년에는 포함되었다가 2011년 자산 목록에서 빠졌음

- 서울특별시 도시철도 9호선은 2014년에 서울시에게 팔아서 자산 목록에서 빠졌음

## 주요 주주
시가총액은 5조 4,473억원으로, 총 발행주식수 323,490,204주이고, 유동주식 85%이다. 2009년 1월 31일을 기준으로 주요 주주는 다음과 같다.
- 군인공제회 11.8%
- 신한금융그룹 11.2%
- KDB생명보험 7.5%
- Capital Research & Mgt., Co. 6.0%
- 한화생명보험 5.9%
- 맥쿼리그룹 4.4%
- 외국인 지분율 약 31.6%

## 같이 보기
- 맥쿼리그룹
- KB발해인프라